# جلان تومسون
جلان تومسون (بالإنجليزية: Glen Thomson) هو دراج نيوزلندي، ولد في 12 يوليو 1973 في دنيدن في نيوزيلندا.

## وصلات خارجية
- جلان ثومسون على موقع أرشيف الدراجات (الإنجليزية)
- جلان ثومسون على موقع إحصائيات الدراجات الإحترافية (الإنجليزية)
- جلان ثومسون على موقع أوليمبيديا (الإنجليزية)
- جلان ثومسون على موقع اتحاد ألعاب الكومنولث (مؤرشف) (الإنجليزية)